# Caracteres CJK
CJK é um termo coletivo de chinês, japonês, e coreano (a ser esse último escrito com "k" nas demais línguas), que constituem as línguas principais da Ásia Oriental. O termo é usado no campo de internacionalização de comunicações e software.
O termo CJKV significa CJK mais o vietnamita, que no passado usou caracteres chineses Hán tự e Chữ Nôm antes da adoção do Quốc Ngữ.
Essas línguas todas têm uma característica compartilhada: os seus sistemas de escrita todos completamente ou em parte usam caracteres chineses; hànzì em chinês, kanji em japonês, e hanja em coreano. O chinês é escrito em caracteres chineses somente e necessita ca. e 4000 caracteres para alfabetização geral embora lá estejam à altura de 40 000 caracteres da cobertura razoavelmente completa. O japonês usa menos caracteres e a alfabetização geral no Japão pode ser esperada com aproximadamente 2000 caracteres em conjunto com dois silabários, o hiragana e o katakana. O uso de caracteres chineses na Coréia está ficando cada vez mais raro, embora o uso idiossincrásico de caracteres chineses em nomes próprios necessite o conhecimento (e por isso a disponibilidade) de muito mais caracteres. O número de caracteres necessitados para a cobertura completa da necessidades de todas essas línguas não pode ajustar-se no espaço de código de 256 caracteres da codificação de caracteres de 8 bits, necessitando pelo menos que 16 bits a codificação de largura ou o comprimento variável de encodamento multi-byte. O 16 bits fixados alargo os encodamentos, como Unicode até e incluindo a versão 2.0, são deprecados agora devido à exigência de codificar mais caracteres do que uma codificação de 16 bits pode acomodar. O Unicode 5.0 tem aproximadamente 90 000 caracteres Han e a exigência pelo governo chinês que o software na China suporte o conjunto de caracteres GB18030.
Embora os encodamentos CJK tenham conjuntos de caracteres comuns, os encodamentos muitas vezes usados para representá-los foram desenvolvidos separadamente por diferentes governos da Ásia Oriental e companhias de software, sendo mutuamente incompatíveis. O Unicode tentou, com um pouco de controvérsia, unificar os conjuntos de caracteres em um processo conhecido como unificação Han.
Os encodamentos de caracteres CJK devem compor-se minimamente de caracteres Han mais escritas fonéticas específicas de língua como pinyin, bopomofo, hiragana, katakana, e hangul.
O encodamento de caractere CJK inclui:
- Big5
- EUC-JP
- EUC-KR
- GB18030 (o padrão obrigatório na República Popular da China)
- GB2312
- ISO 2022-JP
- KS C 5861
- Shift-JIS
- Unicode

Os conjuntos de caracteres CJK ocupam a maior parte do espaço do código Unicode. Há muita controvérsia entre peritos japoneses de caracteres chineses sobre o desejo e mérito técnico do processo de unificação Han usado para fazer o mapa de múltiplos conjuntos de caracteres chineses e japoneses em um conjunto único de caracteres unificados.
O chinês e o japonês podem ser escritos tanto da esquerda para a direita como de cima para baixo, mas são normalmente considerados como escritos da esquerda para a direita quando se discutem questões de encodamento.